# Mitsuo Fuchida
Mitsuo Fuchida (淵田 美津雄?, Fuchida Mitsuo; Katsuragi, 3 dicembre 1902 – Kashiwara, 30 maggio 1976) è stato un militare giapponese, capitano di vascello e asso del Servizio aereo della Marina imperiale giapponese prima e durante la seconda guerra mondiale.
Conosciuto per aver guidato il primo attacco aereo nell'attacco di Pearl Harbor il 7 dicembre 1941 quando era ancora capitano di fregata. Fuchida fu responsabile della coordinazione di tutti gli attacchi aerei sotto il viceammiraglio Chūichi Nagumo. Dopo la seconda guerra mondiale, nel settembre del 1949 si convertì al Cristianesimo venendo battezzato nel 1951. Si considerò un missionario evangelico fino alla morte che lo colse, a 73 anni di età, nel 1976.

## Primi anni
Mitsuo Fuchida nacque nella Prefettura di Nara, in Giappone. Entrò all'accademia navale di Eta-Jima nel 1921 dove incontrò e divenne amico di Minoru Genda e scopri il suo interesse per il volo. Specializzatosi nel bombardamento, Fuchida fece rapidamente carriera fino a diventare istruttore. Considerato uno dei piloti più abili del Giappone, fece esperienza di combattimento durante le operazioni sulla Cina nei tardi anni' 30. Venne promosso capitano di corvetta e nel ‘36 fu accettato presso la prestigiosa Scuola navale di guerra. Fuchida faceva parte dell'equipaggio della portaerei Akagi nel 1939 quale comandante di volo. A quell'epoca aveva un'esperienza di circa 3.000 ore di volo.

## Servizio nella seconda guerra mondiale
Il 7 dicembre 1941 una forza di attacco giapponese al comando del viceammiraglio Chūichi Nagumo e consistente in sei portaerei, con 423 aerei imbarcati, era pronta per attaccare la base navale statunitense di Pearl Harbor. Alle ore 06:00 la prima ondata d'attacco, composta da 183 fra bombardieri e caccia, decollò dalle portaerei situate a 230 miglia a nord di Oahu e si diresse verso la flotta americana del Pacifico ancorata a Pearl Harbor.

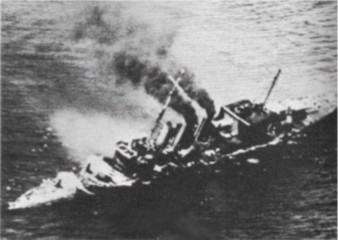
La HMS Cornwall mentre affonda nell'Oceano Indiano dopo il bombardamento di alcuni aerei giapponesi, 5 aprile 1942

Alle 07:20 Fuchida, comandando il suo gruppo, prese la via sotto l'isola più a est, quindi virò verso ovest e volò lungo la costa sud, oltre la città di Honolulu. Egli credette che il suo avvicinamento non fosse stato segnalato dalla stazione radar di Oahu. Tuttavia due soldati americani segnalarono ad un superiore l'arrivo di una grande formazione aerea, ma l'ufficiale competente decise di ignorarla, credendo che si trattasse di una formazione di bombardieri B-17 in arrivo dalla California.

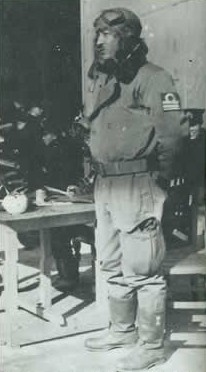
Fuchida in addestramento per l'attacco a Pearl Harbor

Nel frattempo Fuchida ordinò Tenkai ("portarsi in formazione d'attacco"). Alle 07:40, ora Hawaiiana, vedendo che a Pearl Harbor tutto appariva normale, apri il vetro del suo aerosilurante Nakajima B5N2 Type 97 Model 3 e sparò un razzo verde, il segnale dell'attacco.
Alle 07:49 Fuchida istruì il suo operatore radio, il sottufficiale di prima classe Norinobu Mizuki, di mandare un segnale in codice: To, To, To (Totsugeskiseyo, o "carica!") dal suo aereo. Il pilota Mitsuo Matsuzaki guidò il suo B5N per una ricognizione attorno a Barber's Point.
Alle 07:53 Fuchida ordinò a Mizuki di mandare alla portaerei Akagi, la nave ammiraglia della 1ª Flotta Aerea, il codice Tora! Tora! Tora! (虎 tora in giapponese sta per "tigre" ma in questo caso "To" è l'iniziale sillabica della parola giapponese 突撃 totsugeki che significa "carica" o "attacco" e "ra" l'iniziale sillabica di 雷撃 raigeki che significa "attacco con i siluri").
La prima ondata d'assalto giapponese, con 51 bombardieri in picchiata D3A, 40 aerosiluranti B5N, 50 B5N trasportanti bombe perforanti e 43 caccia A6M di scorta, cominciarono l'attacco.
Dopo che la prima ondata d'attacco ebbe successo, Fuchida rimase sull'obiettivo, mentre il resto egli aerei tornava alle portaerei, per valutare i danni e osservare la seconda ondata d'attacco. Tornò alla portaerei dopo il successo della seconda ondata d'attacco.
Il successo dell'attacco contro gli Stati Uniti fece di Fuchida un eroe nazionale e gli garantì un'udienza presso l'Imperatore Hirohito in persona.
Il 19 febbraio 1942 Fuchida comandò il primo dei due attacchi di 188 aerei nel devastante attacco aereo su Darwin in Australia.
In aprile comandò un'altra serie di attacchi aerei da aerei imbarcati su portaerei contro l'isola di Ceylon (ora Sri Lanka), che era anche il quartier generale della Flotta Orientale britannica, in quella che Winston Churchill descrive come "il momento più pericoloso" della seconda guerra mondiale.
In giugno Fuchida venne ferito nella battaglia delle Midway, mentre era a bordo della Akagi. Incapace di volare, venne ricoverato per una appendicectomia pochi giorni prima della battaglia tuttavia era presente sulla nave durante un attacco diurno. Dopo che l'Akagi venne colpita da bombardieri U.S., Fuchida, mentre fuggiva dall'incendio, si ruppe entrambe le caviglie per essere caduto da una scala.
Dopo il recupero della salute, egli trascorse il resto della guerra come ufficiale di stato maggiore. Fuchida scrisse che era a Hiroshima il giorno prima che la bomba atomica venisse sganciata: era in città per partecipare ad una conferenza di una settimana sull'esercito, ma ricevette una chiamata dal Quartier Generale della Marina che gli chiedeva di tornare a Tokyo.